# Arma cibernética

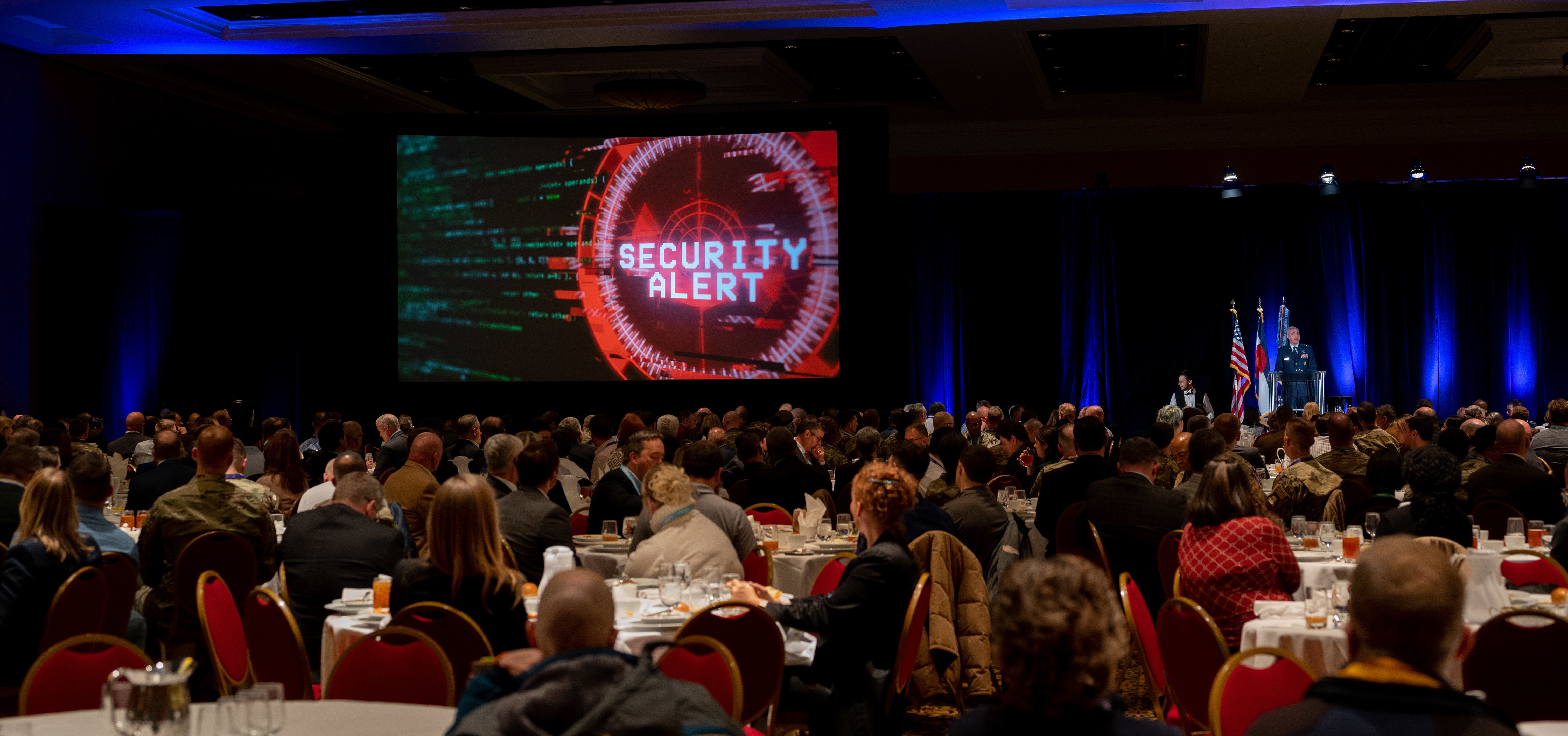
El teniente general Stephen N. Whiting, comandante del Comando de Operaciones Espaciales, pronuncia un discurso inaugural en el Simposio anual sobre el ciberespacio de las Montañas Rocosas el 22 de febrero de 2022. En su discurso, el general Whiting destacó los recientes logros del Delta ciberespacial dedicado del SpOC, Space Delta 6, en la defensa de los sistemas de armas de la Fuerza Espacial de EE. UU. contra las amenazas cibernéticas. (Fotografía de la Fuerza Espacial de EE. UU. por la primera teniente Melissa Crisostomo)

Un arma cibernética es un malware empleado para objetivos militares, paramilitares o de inteligencia.

## Características generales
Los requisitos para el término varían mucho; el criterio más común parece ser el de un malware que:
- Está patrocinado o empleado por un actor estatal o no estatal.
- Cumple un objetivo que de otro modo requeriría espionaje o el uso de la fuerza.
- Se emplea contra objetivos específicos.

### Patrocinador
Parte de la distinción con respecto a otros programas informáticos maliciosos es que el agente esté patrocinado, es decir que no está desarrollado y/o utilizado por un hacker de sombrero negro o un grupo delictivo organizado, sino por un actor estatal o no estatal, como grupos terroristas y otras entidades propuestas en las doctrinas de guerra de cuarta generación (4GW).

### Objetivos
Un arma cibernética realiza una acción que normalmente requeriría la intervención de un soldado o un espía, y que se consideraría ilegal o un acto de guerra si fuera realizada directamente por un agente humano en tiempo de paz. Las cuestiones legales incluyen la violación de la privacidad del objetivo y la soberanía de su nación anfitriona. Tales acciones incluyen (pero no se limitan a):
- Vigilancia del sistema o de sus operadores, incluida la información sensible, como las contraseñas y las claves privadas
- Robo de datos o propiedad intelectual, como:
  - Propiedad intelectual de un negocio.
  - Información clasificada de un gobierno o militar.
- Destrucción de uno o más de los siguientes:
  - Datos o códigos ejecutables (programas) del sistema, u otros sistemas conectados.
  - Con menos frecuencia, el daño o la destrucción del equipo informático.
  - En el caso más extremo, el daño a un sistema electromecánico o de control de procesos, encadenando un accidente industrial grave que provoque la pérdida de vidas o bienes más allá del sistema atacado, o daños económicos importantes.

Si bien es casi seguro que un arma cibernética ocasiona daños económicos directos o indirectos al objetivo, las ganancias financieras directas para el patrocinador (como la transferencia de fondos) no son un objetivo primordial de esta clase de agentes.

### Objetivo
A diferencia del malware utilizado por los script kiddies para organizar botnets, donde el propietario, la ubicación física y el papel normal de las máquinas atacadas es en gran medida irrelevante, las armas cibernéticas muestran una alta selectividad en uno o ambos de sus empleos y su funcionamiento. Antes del ataque, las armas cibernéticas suelen identificar el objetivo utilizando diferentes métodos. Del mismo modo, el malware empleado por los estafadores para el robo de información personal o financiera demuestra una selectividad menor y una distribución más amplia.

### Distinciones de los virus y otros programas informáticos maliciosos
Obsérvese que la autorreplicación no es un requisito; como tal, no todas las armas cibernéticas son virus y no todos los virus son necesariamente armas cibernéticas. Sin embargo, sin esta capacidad, se requiere un vector alternativo para que el agente llegue al sistema o sistemas objetivo. Asimismo, el acceso comprometido por sí solo, como el que proporciona un rootkit, no es un diagnóstico del empleo de un arma cibernética.
Si bien el término es utilizado con frecuencia por la prensa, algunos artículos lo evitan, utilizando en cambio términos como "arma de Internet" o virus, los principales investigadores debaten los requisitos del término sin dejar de referirse al empleo del agente como "arma", y la comunidad de desarrollo de programas informáticos en particular utiliza el término más raramente.

## Probables armas cibernéticas
Los siguientes malware suelen cumplir los criterios anteriores, han sido mencionados formalmente de esta manera por los expertos en seguridad de la industria o han sido descritos de esta manera en declaraciones gubernamentales o militares.
- Duqu
- Flame (malware)
- Great Cannon
- Mirai (malware)
- Stuxnet
- Wiper (malware)

Investigaciones recientes han indicado que los países también comenzarán a utilizar la inteligencia artificial como herramienta para la ciber defensa nacional. La IA es un factor nuevo en la industria de las armas cibernéticas, ya que puede utilizarse con fines de defensa. Por lo tanto, los académicos instan a que las naciones establezcan regulaciones para el uso de la IA, similares a como existen regulaciones para otras industrias militares.

## Control y desarme
En 2017, las violaciones de datos mostraron que las herramientas de piratería supuestamente seguras utilizadas por los organismos gubernamentales pueden ser obtenidas y a veces expuestas por terceros. Además, se informó de que, tras perder el control de esas herramientas, el gobierno parece dejar "explotaciones abiertas para ser reutilizadas por estafadores, delincuentes o cualquier otra persona para cualquier propósito". Claudio Guarnieri, un tecnólogo de Amnistía Internacional afirma: "lo que aprendemos de las revelaciones y filtraciones de los últimos meses es que las vulnerabilidades desconocidas se mantienen en secreto incluso después de que se han perdido claramente, y eso es claramente irresponsable e inaceptable".
También en ese año WikiLeaks publicó la serie de documentos de Vault 7 que contienen detalles de las hazañas y herramientas de la CIA con Julian Assange afirmando que están trabajando para "desarmarlos" antes de su publicación. El desarme de las armas cibernéticas puede venir en forma de contactar a los respectivos vendedores de software con información de las vulnerabilidades en sus productos, así como la ayuda potencial o el desarrollo autónomo (para el software de código abierto) de parches.